# Jessica Diggins
Jessica Diggins detta Jessie (Afton, 26 agosto 1991) è una fondista statunitense, campionessa olimpica nella sprint a squadre a Pyeongchang 2018 e vincitrice di tre Coppe del Mondo generali e di tre Coppe del Mondo di distanza.

## Biografia
In Coppa del Mondo ha esordito il 20 febbraio 2011 a Drammen (46ª), ha ottenuto il primo podio il 15 gennaio 2012 a Milano (2ª) e la prima vittoria il 7 dicembre successivo a Québec. In carriera ha preso parte a tre edizioni dei Giochi olimpici invernali, Soči 2014 (40ª nella 30 km, 13ª nella sprint, 8ª nello skiathlon, 9ª nella staffetta), Pyeongchang 2018 (5ª nella 10 km, 7ª nella 30 km, 6ª nella sprint, 5ª nello skiathlon, 5ª nella staffetta, 1ª nella sprint a squadre) e Pechino 2022 (medaglia d'argento nella 30 km, medaglia di bronzo nella sprint, 8ª nella 10 km, 6ª nello skiathlon, 5ª nella sprint a squadre, 6ª nella staffetta), e a otto dei Campionati mondiali, vincendo sette medaglie. Nelle stagioni 2020-2021 e 2023-2024 ha vinto sia la Coppa del Mondo generale, sia quella di distanza; anche nella stagione 2024-2025 ha vinto la Coppa del Mondo generale e quella di distanza.

## Palmarès

### Olimpiadi
- 3 medaglie:
  - 1 oro (sprint a squadre a Pyeongchang 2018)
  - 1 argento (30 km a Pechino 2022)
  - 1 bronzo (sprint a Pechino 2022)

### Mondiali
- 7 medaglie:
  - 2 ori (sprint a squadre a Val di Fiemme 2013; 10 km a Planica 2023)
  - 3 argenti (10 km a Falun 2015; sprint a Lahti 2017; sprint a squadre a Trondheim 2025)
  - 2 bronzi (sprint a squadre a Lahti 2017; sprint a squadre a Planica 2023)

### Coppa del Mondo
- Vincitrice della Coppa del Mondo nel 2021, nel 2024 e nel 2025
- Vincitrice della Coppa del Mondo di distanza nel 2021, nel 2024 e nel 2025
- 51 podi (40 individuali, 11 a squadre):
  - 18 vittorie (16 individuali, 2 a squadre)
  - 14 secondi posti (10 individuali, 4 a squadre)
  - 19 terzi posti (14 individuali, 5 a squadre)

#### Coppa del Mondo - vittorie
| Data                            | Località                           | Nazione                | Spec.                                                          |
| ------------------------------- | ---------------------------------- | ---------------------- | -------------------------------------------------------------- |
| 7 dicembre 2012                 | Québec                             | Canada                 | TS TL (con Kikkan Randall)                                     |
| 28 gennaio 2018                 | Seefeld in Tirol                   | Austria                | 10 km TL MS                                                    |
| 16 febbraio 2019                | Cogne                              | Italia                 | SP TL                                                          |
| 1º gennaio 2021 10 gennaio 2021 | Val Müstair Dobbiaco Val di Fiemme | Svizzera Italia        | Tour de Ski                                                    |
| 29 gennaio 2021                 | Falun                              | Svezia                 | 10 km TL                                                       |
| 13 marzo 2022                   | Falun                              | Svezia                 | 4x5 km MX (con Rosie Brennan, Zak Ketterson e Scott Patterson) |
| 2 dicembre 2022                 | Lillehammer                        | Norvegia               | 10 km TL                                                       |
| 18 dicembre 2022                | Davos                              | Svizzera               | 20 km TL                                                       |
| 2 dicembre 2023                 | Gällivare                          | Svezia                 | 10 km TL                                                       |
| 10 dicembre 2023                | Östersund                          | Svezia                 | 10 km TL                                                       |
| 30 dicembre 2023 7 gennaio 2024 | Dobbiaco Davos Val di Fiemme       | Italia Svizzera Italia | Tour de Ski                                                    |
| 28 gennaio 2024                 | Goms                               | Svizzera               | 20 km TL MS                                                    |
| 9 febbraio 2024                 | Canmore                            | Canada                 | 15 km TL MS                                                    |
| 17 marzo 2024                   | Falun                              | Svezia                 | 20 km TL MS                                                    |
| 1º dicembre 2024                | Kuusamo                            | Finlandia              | 20 km TL MS                                                    |
| 17 gennaio 2025                 | Les Rousses                        | Francia                | 10 km TL                                                       |
| 2 febbraio 2025                 | Cogne                              | Italia                 | 10 km TL                                                       |
| 16 febbraio 2025                | Falun                              | Svezia                 | 20 km TL MS                                                    |

Legenda:

MS = partenza in linea

SP = sprint

TS = sprint a squadre

MX = mista

TL = tecnica libera

#### Coppa del Mondo - competizioni intermedie
- Vincitrice del Tour de Ski nel 2021 e nel 2024
- 28 podi di tappa:
  - 11 vittorie
  - 2 secondi posti
  - 15 terzi posti

##### Coppa del Mondo - vittorie di tappa
| Data             | Località    | Nazione  | Competizione   | Disciplina  |
| ---------------- | ----------- | -------- | -------------- | ----------- |
| 8 gennaio 2016   | Dobbiaco    | Italia   | Tour de Ski    | 5 km TL     |
| 3 dicembre 2016  | Lillehammer | Norvegia | Nordic Opening | 5 km TL     |
| 6 gennaio 2017   | Dobbiaco    | Italia   | Tour de Ski    | 5 km TL     |
| 18 marzo 2018    | Falun       | Svezia   | Finali         | 10 km TL PU |
| 3 gennaio 2021   | Val Müstair | Svizzera | Tour de Ski    | 10 km TL PU |
| 5 gennaio 2021   | Dobbiaco    | Italia   | Tour de Ski    | 10 km TL    |
| 28 dicembre 2021 | Lenzerheide | Svizzera | Tour de Ski    | SP TL       |
| 31 dicembre 2021 | Oberstdorf  | Germania | Tour de Ski    | 10 km TL MS |
| 1º gennaio 2024  | Dobbiaco    | Italia   | Tour de Ski    | 20 km TL PU |
| 28 dicembre 2024 | Dobbiaco    | Italia   | Tour de Ski    | SP TL       |
| 29 dicembre 2024 | Dobbiaco    | Italia   | Tour de Ski    | 15 km TC MS |

Legenda:

TC = tecnica classica

TL = tecnica libera

SP = sprint

PU = inseguimento

MS = partenza in linea